# チムニー・ロック州立公園
チムニー・ロック州立公園（チムニー・ロックしゅうりつこうえん、Chimney Rock State Park）はアメリカ合衆国ノースカロライナ州の州立公園である。面積は4,531-エーカー (18.34 km2)。アシュビルの南東25マイル (40 km)、ラザーフォード郡チムニー・ロックに位置し、ノースカロライナ州自然環境局の管轄となっている。
ハイキング・トレイルは老若男女に対応し、素晴らしい眺め、バランスを保った岩、404-フート (123 m)の滝、ヒッコリー・ナット滝などがある。花崗岩の一枚岩である315-フート (96 m)の岩石層のチムニー・ロックへはエレベーターで行くことができ、公園全体や町の風景を眺めることができる。1984年の映画『孤高の戦士』や1992年の映画『ラスト・オブ・モヒカン』ヒューロン族の話し合い、崖での追跡、ウンカスとマグアの戦い、アリスの決心、マグアとチンガチェックとの戦いのシーンなどに使用された。

## 公園としての初期の成り立ち
2005年5月、ノースカロライナ総会は『ヒッコリー・ナット山峡州立公園』の設立を認可した。2005年8月、カロライナ山地環境保護団体と自然環境保護団体はレイク・ルーア南の『ワールド・エッジ(世界の端)』として知られる1,568-エーカー (6.35 km2)の土地を新しい州立公園とすべく1,600万ドルで購入。ワールド・エッジにはブルーリッジ山脈のブルーリッジ断崖東端に1マイルの急勾配、20,000フィート (6,100 m)以上の小川や滝がある。ピードモント台地の眺めは絶景である。またこの辺りは珍しい種類の花や木々、絶滅危惧種のコウモリや有尾目、固有種の穴に生息する無脊椎動物、ハヤブサや新熱帯区の種の渡り鳥などの鳥類などの生息地でもある。土地の受け渡しは2006年までに完了。

## 州立公園になるまで
1902年、ルシアス・B・モーゼはチムニー・ロック山のチムニーおよび崖を含む64エーカー (260,000 m2)の土地を購入。1902年から2007年の間、モーゼとその家族は私設の『チムニー・ロック公園』として運営。徐々にであるが、計996エーカー (4.03 km2)の土地が追加されていった。2006年、土地が売りに出された。多くの土地が一般の開発業者の手に渡る所だったが、2007年初頭、州とモーゼ家が契約し、2007年5月21日、マイク・イーズリー知事はこの土地が完全にノースカロライナ州の所有になったことを発表。少なくとも2011年までチムニー・ロック・マネージメント社が経営することとなった。州は粗利益の割合によりライセンス料を受け始めることとなる。この間、州はさらなる土地の獲得の努力を続け、現在4,531エーカー (18.34 km2)となった新しい公園の基本計画を発展させることとなった。
2007年7月、ノースカロライナ総会はヒッコリー・ナット山峡州立公園からチムニー・ロック州立公園に名前を変えることを公式に認めた時、元チムニー・ロック公園がさらに広い重要な場所であることも付け加えて認めた。